# 黃吻長吻鰩
黃吻長吻鰩（學名：Dipturus flavirostris），為軟骨魚綱鰩目鰩科長吻鰩屬的一種，分布於東南太平洋智利Bahia de Quinteros海域，體長可達110公分，體重可達8.5公斤，棲息在深海海域，為底棲性魚類，肉食性，卵生，生活習性不明。